# Коршун-2 (крилата ракета)
«Коршун-2» — український перспективний проєкт дозвукової крилатої ракети.
Ракета може розміщуватися як на мобільному наземному шасі або кораблі, так і на пілоні під літаком.

## Історія
Вперше представлений КБ «Південне» на міжнародній військовій виставці «Зброя та Безпека-2014».

## Технічні характеристики
«Коршун-2» створюється на основі технології радянської крилатої ракети Х-55. Як рушій імовірно буде використаний турбореактивний двоконтурний двигун МС400 виробництва запорізької компанії «Мотор Січ», побудований на базі ТРДД Р95-300, який використаний у ракеті Х-55.
За заявою прес-служби КБ «Південне» у 2014 році, крилата ракета «Коршун-2» буде здійснювати політ огинаючи рельєф місцевості на надмалих висотах, до 50 метрів над поверхнею землі. Запланована маса бойової частини ракети — 480 кг, швидкість польоту — дозвукова, на рівні 0,7-0,8 Маха. Радіус дії нового ракетного комплексу заявлений в діапазоні 280—300 км.
«Коршун-2» буде розміщуватися в транспортно-пусковому контейнері, який можна встановити як на мобільному наземному шасі, так і на кораблі. Передбачається також можливість її установки без контейнера на пілони під літак.

## Галерея

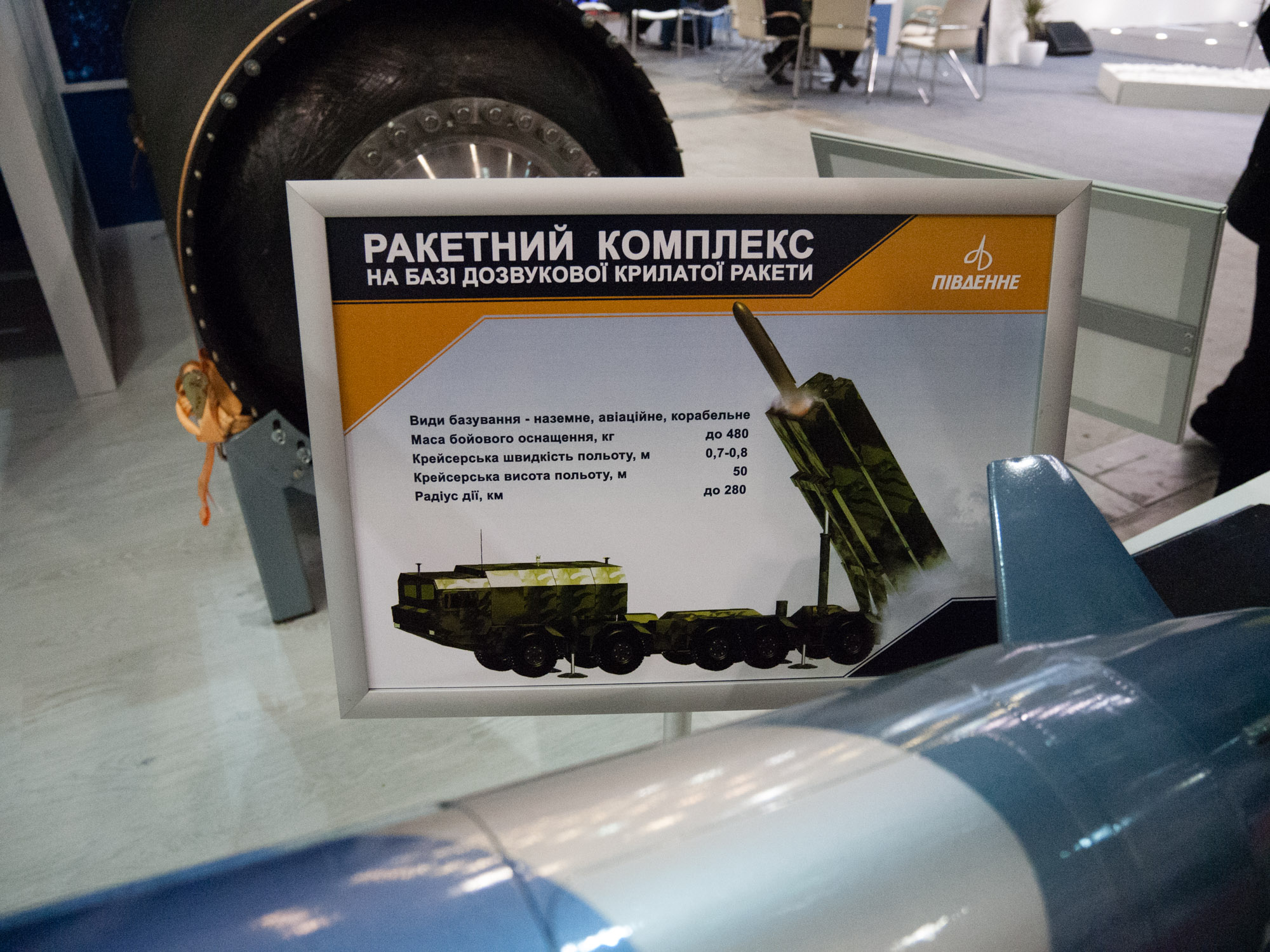
Характеристики ракети